# Pop Verlag
Der Pop Verlag ist ein deutscher Literaturverlag mit Sitz in Ludwigsburg.

## Gründung
Der Pop Verlag wurde 2003 von Traian Pop, einem rumänisch-deutschen Schriftsteller und Übersetzer, gegründet.

## Verlagskonzept
Der Verlag veröffentlicht zeitgenössische Literatur europäischer und außereuropäischer Autoren in deutscher Sprache bzw. zweisprachigen Ausgaben.
So erschien Literatur in albanischer, amerikanischer, armenisch, bulgarischer, chinesischer, englischer, französischer, georgischer, italienischer, mongolischer, neuhebräischer, polnischer, rumänischer, serbischer, sorbischer, russischer, türkischer und vietnamesischer Sprache.
Eine der ersten Veröffentlichungen war eine Anthologie zeitgenössischer Dichtung aus Frankreich und Deutschland. Inzwischen finden sich im Verlagsprogramm neben Gedichtbüchern Erzähl- und Essaybände, Romane, (literarische) Kochbücher, Kriminalromane, Musikbücher, Reiseliteratur, Monografien, Tagebücher und Theaterstücke, die in den jeweiligen Reihen herausgegeben werden.
Lag in den ersten Jahren der verlegerische Schwerpunkt auf dem Genre der Lyrik, liegt die Zahl der veröffentlichten Prosabücher mittlerweile gleichauf.

## Die literarischen Reihen im Pop Verlag
- edition monrepos  → Gedichte und Bilder
- Epik → Kurzprosa, Erzählungen, Romane
- Fagmentarium → Essaybände, (literarische) Kochbücher, Musikbücher
- Lesezeichen → Monografien zum Gesamtwerk einzelner Autoren
- Kaukasische Bibliothek
- Kids → Kinderbücher
- Kriminächte → Kriminalliteratur
- Lyrik → Gedichtbände aus deutschen und osteuropäischen, amerikanischen und asiatischen Sprachräumen
- Universitas → Sekundärliteratur[4]

## Autoren (Auswahl)
Zu den mehr als vierhundert Autoren, die Bücher im Pop Verlag veröffentlicht haben, gehören Shahla Aghapour, Vüqar Aslanov, Dato Barbakadse, Ulrich Bergmann, Ana Blandiana, Theo Breuer, Jan Cornelius, Benedikt Dyrlich, Peter Ettl, Peter Frömmig, Stefanie Golisch, Harald Gröhler, Ilse Hehn, Michael Hillen, Kay Hoff, Jürgen Israel, Matthias Kehle, Kristiane Kondrat, Johann Lippet, Klaus Martens, Micho Mossulischwili, Mircea M. Pop, Uli Rothfuss, Marco Sagurna, Horst Samson, Julia Schiff, Robert Schiff, Dieter Schlesak, Hellmut Seiler, Hadaa Sendoo,  Irma Shiolaschwili, Herbert Somplatzki, Gerd Sonntag, Armin Steigenberger, Anton Sterbling, Norbert Sternmut,  Imre Török, William Totok, Charlotte Ueckert, Rainer Wedler und Barbara Zeizinger.